# Морра, Изабелла ди
Изабелла ди Морра (итал. Isabella di Morra, примерно 1520—1545/1546) — итальянская поэтесса эпохи Возрождения. При жизни оставалась практически неизвестной, поскольку братья насильно удерживали её в фамильном замке, в изоляции от общества. В этом замке она писала стихотворения, лишь часть из которых дошла до нас. Была убита братьями из-за подозрения в том, что она запятнала честь семьи. Несмотря на то, что сохранилось лишь 13 её стихотворений, они считаются одними из самых сильных и оригинальных итальянских поэтических произведений XVI века. Стиль и темы, которые она разрабатывала в своих стихотворениях, показывают её как предшественницу поэзии романтизма.

## Биография

### Детство
Изабелла ди Морро родилась в аристократической семье в Фавале (теперь Вальсинни, в провинции Матера), который на тот момент был частью Неаполитанского королевства. Её отцом был Джованни Микеле ди Морра, а матерью — Луиза Бранкаччо, аристократка из Неаполя. Точная дата её рождения неизвестна, но принято ссылаться на историка Бенедетто Кроче, который указывает на 1520 год, хотя она могла родиться ранее, примерно в 1515—1516 годах.
Отец Изабеллы обучал её литературе и поэзии. У неё было шесть братьев: Маркантонио, Сципион, Деций, Камилло, Цезарь и Фабио, а также сестра — Порция. Отец оставил их в 1528 году, когда вынужден был бежать и искать убежище во Франции после того, как поддержал вторжение французской армии в Неаполитанское королевство. Позже у него появилась возможность вернуться к семье, после того как его предательство было прощено Испанской короной, но он решил остаться во Франции, чтобы служить в армии и при дворе Франциска I, где имел возможность участвовать в королевских празднествах.
Вскоре после этого Сципион последовал за отцом, а старший из братьев, Маркантонио, захватил власть в Фавале. Изабелла росла во враждебной семейной обстановке, с беспомощной матерью и жестокими и грубыми братьями. Внезапный отъезд отца был для неё глубоким потрясением, которое оставило след на всю оставшуюся жизнь. В отсутствии отца её образованием занимался наставник, который учил её Латыни и разбирал с ней поэзию Петрарки и был, пожалуй, единственным человеком, с которым она могла поговорить о литературе.

### Юность

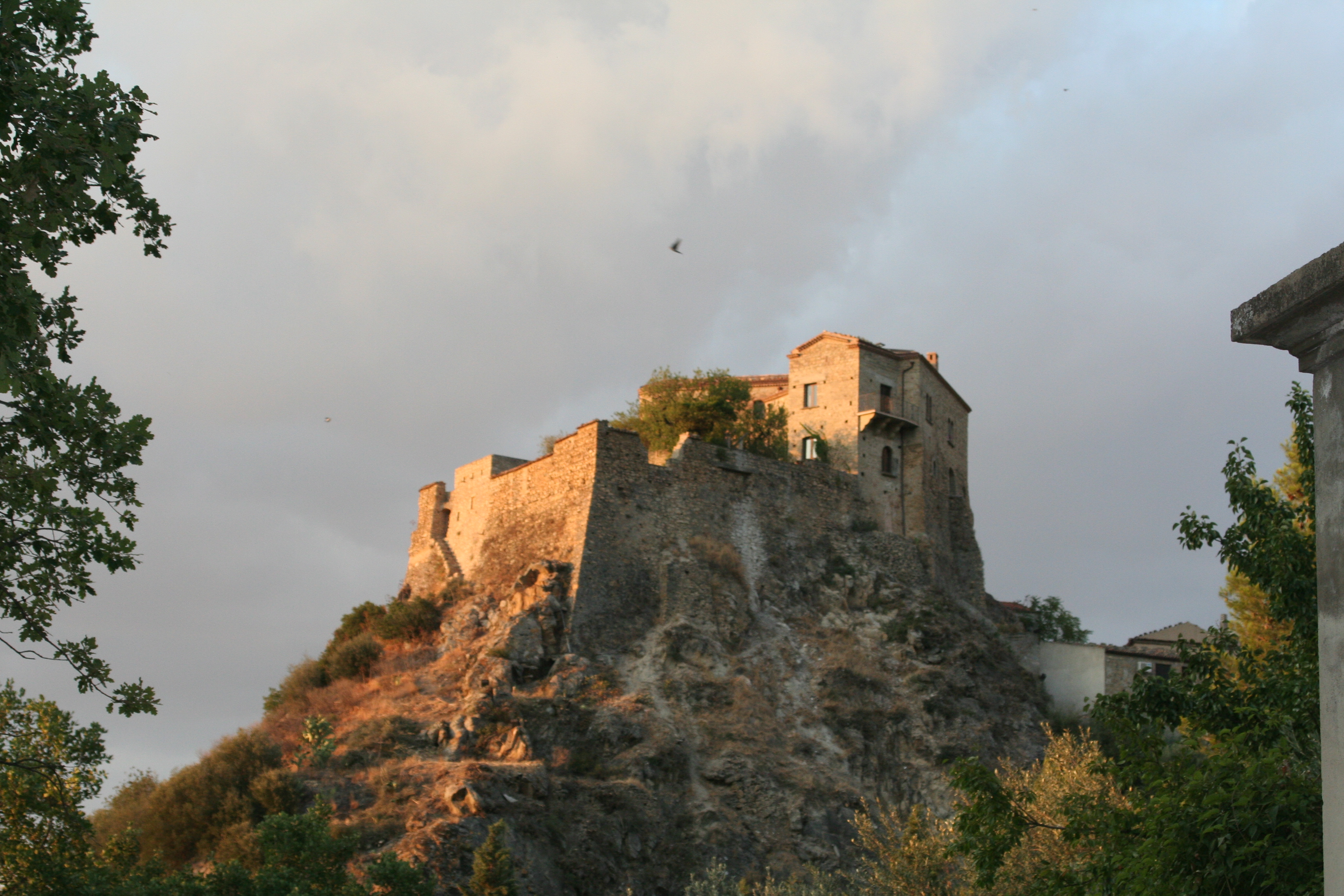
Фамильный замок ди Морра

С самого начала Изабелла была в очень плохих отношениях с тремя своими младшими братьями, Цезарем, Децием и Фабио, которые, возможно, завидовали своей одарённой сестре и вниманию, которое уделялось её образованию. Они заточили её в фамильный замок, расположенный на крутой скале у Ионического моря, оборвав её связи с внешним миром. Там Изабелла посвятила себя написанию стихов, с помощью поэзии находя силы пережить изоляцию.
Тем не менее ей удалось подружиться с соседом: поэтом и военным Диего Сандоваль-де-Кастро. Из оставшихся свидетельств известно, что Диего был красивым и смелым солдатом, служившим в армии Карла V. Он публиковал стихи, был членом академии философии и литературы, а также протеже Педро Альвареса де Толедо. С помощью своего наставника Изабелла вела с Диего секретную переписку, скорее всего на литературные темы. Вскоре после начала переписки Диего стал присылать письма со стихами от имени своей жены, Антонии Караччоло, на которые Изабелла могла не скрываясь отвечать.
В округе начали ходить слухи об их тайной связи. На сегодняшний день неизвестно, в каких именно отношениях были Изабелла и Диего. Помимо одной короткой отсылки к браку, среди дошедших до нас произведений Морра нет ни одного любовного стихотворения, адресованного мужчине. В то же время, некоторые стихотворения Диего описывают его чувства к некой возлюбленной, возможно реальной женщине, либо же просто лирическому образу, как это было принято в поэзии той эпохи. Так или иначе, до братьев Изабеллы дошли слухи о её якобы любовной связи с Диего и их переписке. С целью защитить фамильную честь, братья решили убить сестру и её предполагаемого любовника.

### Смерть
Первой жертвой стал наставник Изабеллы, который способствовал их переписке. Затем братья пришли к Изабелле, в руках у которой в это время, согласно свидетельствам того времени, находилось письмо, адресованное Диего. Братья убили её на месте, заколов ножом. Убийство Изабеллы вызвало некоторое одобрение в обществе, потому что являлось убийством чести.
После этого двоим из братьев удалось бежать во Францию, но вскоре они вернулись с явным намерением завершить начатое. Опасаясь за свою жизнь, Диего нанял телохранителя, но это не спасло его. Несколько месяцев спустя он был убит в лесу недалеко от Ноэполи.
Точный год смерти Изабеллы неизвестен, но, вероятнее всего, это либо 1545, либо 1546 год, хотя некоторые исследования называют 1547 и 1548 годы. Скорее всего, Изабелла была погребена в церковном склепе, но её могилы исследователям так и не удалось найти. Вероятнее всего, все семейные захоронения Морра были уничтожены во время ремонта церкви.

### Последующие события
Убийцы были вынуждены бежать из Неаполитанского королевства, так как разгневанный убийством своего протеже Педро де Толедо объявил их в розыск. Тогда братья отправились во Францию и присоединились к своему отцу, который, по слухам, умер вскоре после смерти любимой дочери. Однако братьев судили и признали виновными заочно. Сципион, несмотря на то, что был шокирован поступком братьев, всё же стал помогать им избежать наказания. Известно, что Деций стал священником, Цезарь женился на французской аристократке, а о судьбе Фабио ничего конкретно не известно. Цезарь, который также служил секретарём при королеве Екатерине Медичи, позже был отравлен другим придворным и умер.

Между тем, оставшиеся братья были привлечены к суду. Маркантонио, который не участвовал в этом акте мести, несколько месяцев провёл в тюрьме, но после был выпущен на свободу. Самый младший из братьев, Камилло, который также не участвовал в убийстве, был признан невиновным. 

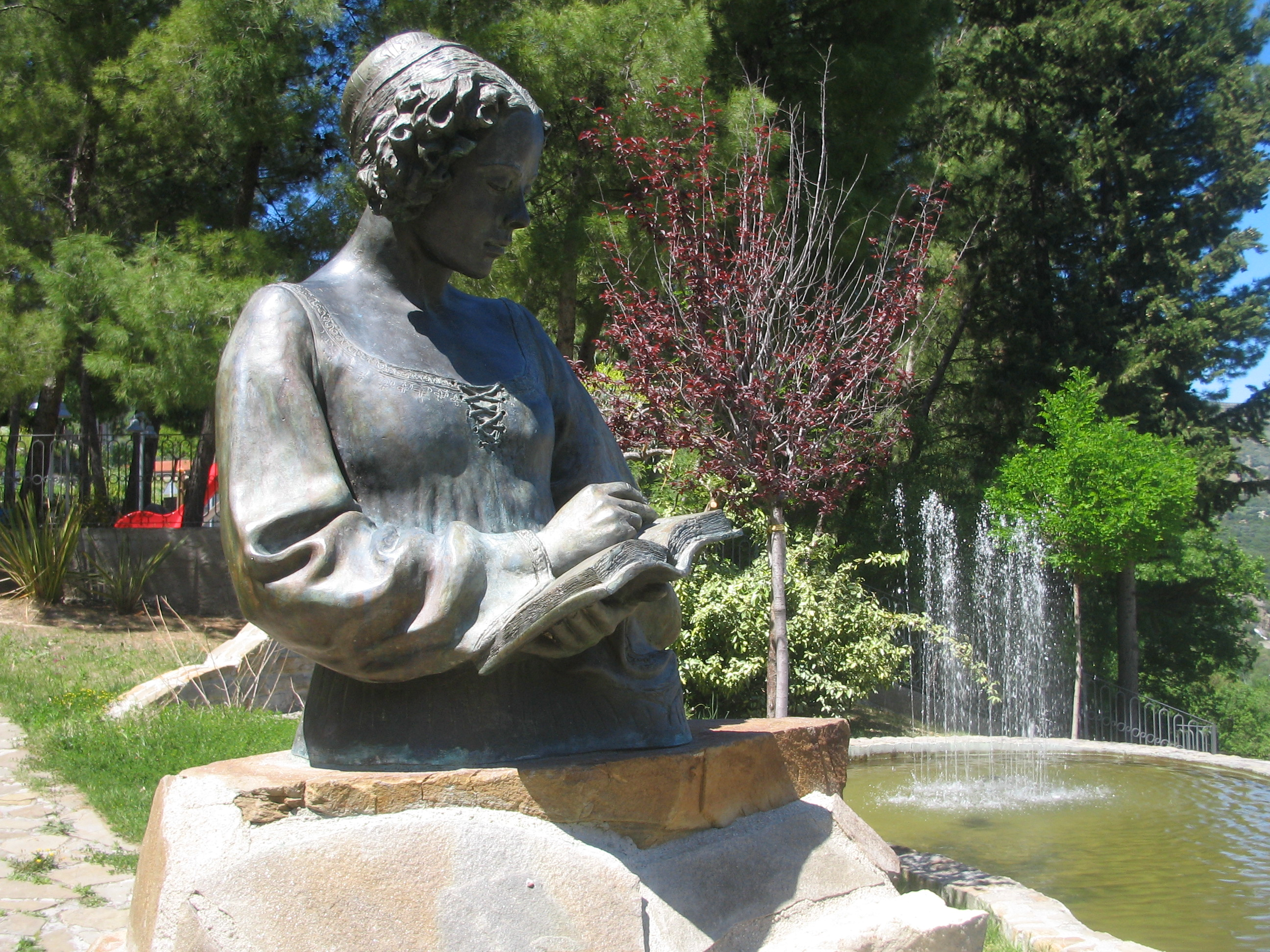
Памятник Изабелле ди Морра

## Наследие
Творчество Изабеллы было обнаружено, когда в ходе расследования убийств обыскивали семейный замок Морра. Десять её сонетов и три песни были опубликованы посмертно. Её творчество было связано с литературным движением 1500-х годов, получившим названием «петраркизма». Хотя избранные ею формы, лексика и построение фразы отдают дань петраркизму, поэзии Морра характерен драматизм, присущий Данте Алигьери и Якопоне да Тоди. Стихи её глубоко личны. Изабелла писала, чтобы выразить свою боль, обиду и одиночество и не сильно заботилась о вычурности и элегантности слога. Эта черта выделяет Изабеллу на фоне поэтов-петраркистов.
Через несколько лет после её смерти, её стихи начали набирать популярность в Неаполе, а потом дошли до Венеции, где некоторые из сонетов были включены в третий том антологии Людовико Дольче. В 1629 году племянник Изабеллы, Маркантонио, сын Камилло, опубликовал фамильную биографию, где описал некоторые детали её жизни и смерти, которые прежде были неизвестны широкой публике.
Несмотря на то, что её стихи продолжали включать в поэтические антологии, её творчество долгое время игнорировалось критикой и было практически забыто. Однако в 1901 году Анджело де Губернатис вновь открыл творчество ди Морро. В 1904 году он опубликовал книгу с её стихами и биографическими сведениями, взятыми из книги племянника Изабеллы. Позже Бенедетто Кроче соберёт и опубликует её полную биографию, что привлечёт к её творчеству критиков и повлечёт за собой переоценку её места в итальянской литературе.

### Сонеты
- I fieri assalti di crudel fortuna (Беспощадны атаки жестокой Судьбы...)
- Sacra Giunone, se i volgari cuori (Юнона дивная...)
- D’un alto monte onde si scorge il mare (С горы высокой...)
- Quanto pregiar ti puoi, Siri mio amato (Хвалу пою тебе, о Сири мой любимый...)
- Non solo il ciel vi fu largo e cortese (Вас небо щедро наградило...)
- Fortuna che sollevi in alto stato (Фортуна, ты возвышаешь...)
- Ecco ch’una altra volta, o valle inferna (И снова ты, о, адская долина...)
- Torbido Siri, del mio mal superbo (Мутный Сир...)
- Se alla propinqua speme nuovo impaccio (Если вновь моей надежде ...)
- Scrissi con stile amaro, aspro e dolente (Колких, горьких слов немало...)

### Песни
- Poscia ch’al bel desir troncate hai l’ale (Когда ты крылья у желаний...)
- Signore, che insino a qui, tua gran mercede (Господь мой...)
- Quel che gli giorni a dietro (Тяжёлым бременем казались дни...)